# 嘔吐下痢症
嘔吐下痢症（おうとげりしょう）は、嘔吐および下痢を主症状とする疾病の総称である。
多くはロタウイルス、アデノウイルス、ノロウイルスといったウイルスによる感染症で、少なからぬ流行性がある。
ウイルス以外にはサルモネラ菌やカンピロバクターなどの細菌感染または細菌の産生する毒素が原因となることもある。食物に細菌や毒素が含まれていたことが明らかな場合、食中毒として扱われる。
ウイルス性のものは乳幼児に多いとされるが、病原ウイルス次第では成人も発症し、とくに老齢者でノロウイルスを中心に重症化の報告がある。
食物による経口感染もあるが、多くは飛沫などによるヒト-ヒト感染と考えた方が良い。院内感染が問題となることもしばしばであり、日本では特にノロウイルスの病院内感染が毎年のように冬季に報告される。